# Ана Грабеж
Ана (световно Радојка Грабеж; Марићка, код Приједора, 30. август 1924 — Манастир Липље, 12. јануар 2006) била је монахиња Српске православне цркве, сестра Манастира Липља.

## Биографија

### Детињство
Рођена је 30. августа 1924. године у Марићкој код Приједора од благочестивих и побожних родитеља. У свом родном селу завришила се основно образовање.

### Монашки постриг
Радојка долази 19. фебруара 1985. године у Манастир Липље код Теслића где убрзо од епископа бањалучког Г. Јефрема Милутиновића, који је у овој души, заорао је дубоку духовну бразду, те је 1986. замонашена у расу а само 2 године касније прима и малу схиму, залог анђеоског лика. Провела је у Манастиру Липљу као монахиња пуних 20 година.

### Упокојење
Монахиња Ана, упокојила се 12. јануара 2006. године у Манастиру Липљу.
Монашко опело је служено је 13. јануара. Чин монашког опела извршио је епископ бањалучки Г. Јефрем Милутиновић у саслужење више свештеника и свештеномонаха.
Сахрањена је на гробљу у Манастиру Липље.